# Mimosa fiebrigii
Mimosa fiebrigii är en ärtväxtart som beskrevs av Emil Hassler. Mimosa fiebrigii ingår i släktet mimosor, och familjen ärtväxter. Inga underarter finns listade i Catalogue of Life.